# アリス マッドネス リターンズ
『アリス マッドネス リターンズ』（Alice: Madness Returns）は、2011年7月21日にエレクトロニック・アーツより発売されたダークテイストなアクションアドベンチャーゲーム。アメリカン・マギーのプロデュース下、中国上海の麻辣馬によって開発された 。
ルイス・キャロルの『不思議の国のアリス』『鏡の国のアリス』を原作とした前作、『アリス イン ナイトメア』の続編。前作の物語の発端となった火災の真相に迫る続編となる。
前作と異なり、日本語版『アリス マッドネス リターンズ』では吹き替えは採用されなかった。
製品の購入者には前作の『アリスインナイトメア』の北米版を無料でダウンロードできる特典が付いた。

## 物語
火事で家族を亡くし、心の傷から重い病を患い、当時の記憶をも失したままラトレッジ精神病院で長い年月を過ごしていたアリスは、治療によって徐々に精神の安寧を取り戻し遂に退院の時を迎える。しかし、未だ不気味な幻覚に悩まされ続けていたため、身元引受人兼新たな主治医となるロンドン在住の医師バンビー氏の元で、住み込みで働きながら治療を受け続けていた。
その後、家族を奪ったあの火事がただの事故ではなかったと知ったアリスは、再び暴力と無秩序の吹き荒れるワンダーランドへと足を踏み入れる。アリスの血と狂気に塗れた冒険は、徐々に現実世界のロンドンを侵食し始める。
空想世界と現実世界が激しく交錯する中、突きつけられる数々の残酷な真実に傷つきながらも、記憶を取り戻し真実を突き止め、そして荒れ果てたワンダーランドを再びこの手で救う為、アリスは戦いに身を投じるのであった。

## 登場人物
アリス
本作の主人公。精神病院を退院しロンドンで暮らしている。長かった髪を短くしているが、不思議の国へと舞い降りる際には前作のアリス同様、ストレートのロングヘアにブルーのエプロンドレスという姿に変わる。

チシャ猫
不思議の国の住人。
なお、前作と異なり、今作では特定のステージにしか召喚できない。
公爵夫人
2番目に出会う不思議の国の住人。前作ではアリスを食べようとしたが、彼女に倒されてからは豚肉が好物になったらしく本作では襲ってこない。ブタ鼻を捕まえさせる為にアリスに武器の一つである「ペッパーミル」を与える。
また、不思議の国の各地にいるブタ鼻を捕まえていくとその場で夫人から報酬が貰える。

### 今作からの登場人物
バンビー
アリスの身元引受人兼主治医であるロンドン在住の医師。

## おもちゃ
前作に比べるとおもちゃ(武器)の種類こそ減ったものの、それぞれの役割が明確になった。おもちゃは敵を倒したり、オブジェクトを破壊すると出てくる歯を集めることで強化することが出来る。
ヴォーパルナイフ
序盤で入手する基本の武器。ダメージは低いが素早い動作で連続攻撃が可能。ホビーホースと組み合わせたコンボも可能。
ホビーホース
中盤で入手する高威力の打撃武器。動作が遅めで連続攻撃もできないが、大ダメージを期待できる。
ペッパーミル
序盤で入手できる射撃武器。マシンガンのようにコショウを連射して攻撃ができる。ワンダーランドのどこかにいるブタ鼻を撃ってくしゃみをさせることで新たな道や隠された通路が開く。
ティーポットキャノン
中盤で入手する高威力の射撃武器。発射するには一定時間チャージが必要で、大砲のように山なりに飛んでいく。
時限爆弾
時計をもったウサギの形をした爆弾。一定時間で爆発するが、任意での起爆も可能。敵を惹きつける効果があり、特定のスイッチの上に重しとして置いておくことも出来る。
カサ
敵を注目した状態で使用する防御アイテム。タイミングよく使うと敵の攻撃を跳ね返すことも出来る。

## 続編の開発中止とその経緯について
続編はAlice: Asylumというタイトルで開発が進められ、2021年10月31日のリリースを予定していた。
しかし2023年4月、アメリカン・マギーは自身のTwitterアカウントでAlice: Asylumの開発が中止となり、自身もゲーム開発から引退すると告知した。マギーはその経緯についてコンテンツ制作者支援サイトPatreonの個人ページで、「アリス」シリーズのIPを保有するエレクトロニック・アーツからの資金提供が受けられず、またIPの買取も拒否されたために開発を断念せざるを得なかったこと、もはや万策尽き、気力も失われてしまったために引退を決意したことなどを語った。
なお、Alice: Asylumのアートワークや語られないままとなった物語の結末については、マギーが同サイトに作成した「Alice Asylum Design Bible」で公開されている。